# Baie de l'African
Pour les articles homonymes, voir L'Africain (homonymie).
La baie de l'African ou baie de L'African est une baie de l'ouest de la Grande Terre, île principale des îles Kerguelen, dans les Terres australes et antarctiques françaises.

## Géographie

### Situation
La baie est formée par les côtes découpées de la péninsule Loranchet et délimitée par la pointe Tromelin au nord et la pointe Pagès au sud. Elle se prolonge, sur son côté nord-est par la baie de Penfeld, surplombée par le pic Guynemer (1 088 mètres), et au sud par l'anse de Camaret.
Située sur un axe ouest-est, et sans île la protégeant, la baie est soumise aux vents et à l'importante houle d'ouest sous cette latitude des 40e rugissants.

### Toponymie
Ce nom de baie de l'African lui a été donné par des pêcheurs anglo-américains à la fin du XVIIIe siècle ou début du XIXe siècle. Il vient très probablement du nom d'un navire phoquier ou baleinier. On retrouve sur d'anciennes cartes françaises le nom de baie de l'Afrique, par exemple sur la carte de la société des îles Kerguelen de 1911. 